# Madritel

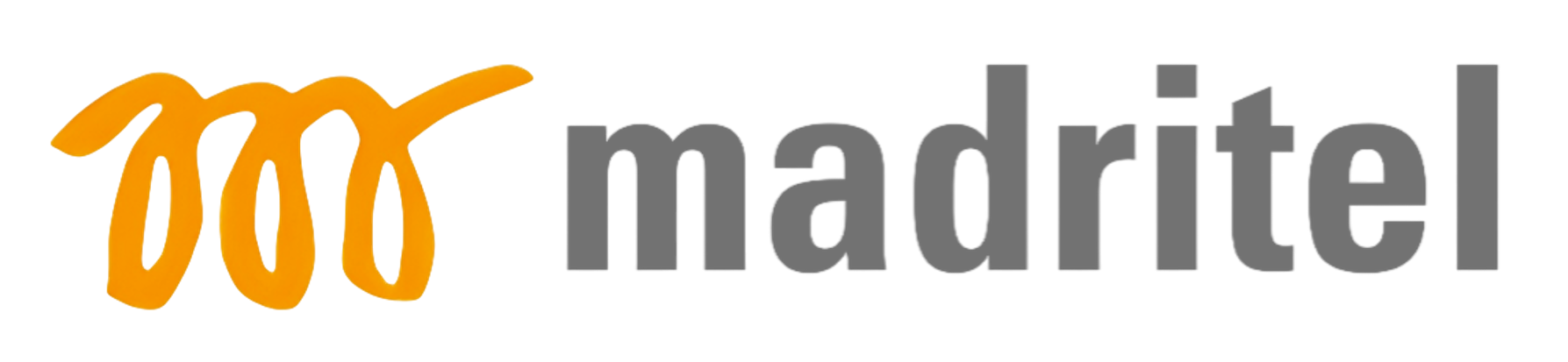
Logotipo de Madritel.

Madritel Comunicaciones S.A. era un operador español multisistema de televisión digital por cable y otros servicios. El servicio Triple-Play se inició el 8 de marzo de 1999 con cobertura en cinco distritos (Arganzuela, Salamanca, Chamberí, Chamartín y Tetuán) y los municipios colindantes de Móstoles, Alcobendas, Alcalá de Henares, Alcorcón y Leganés.

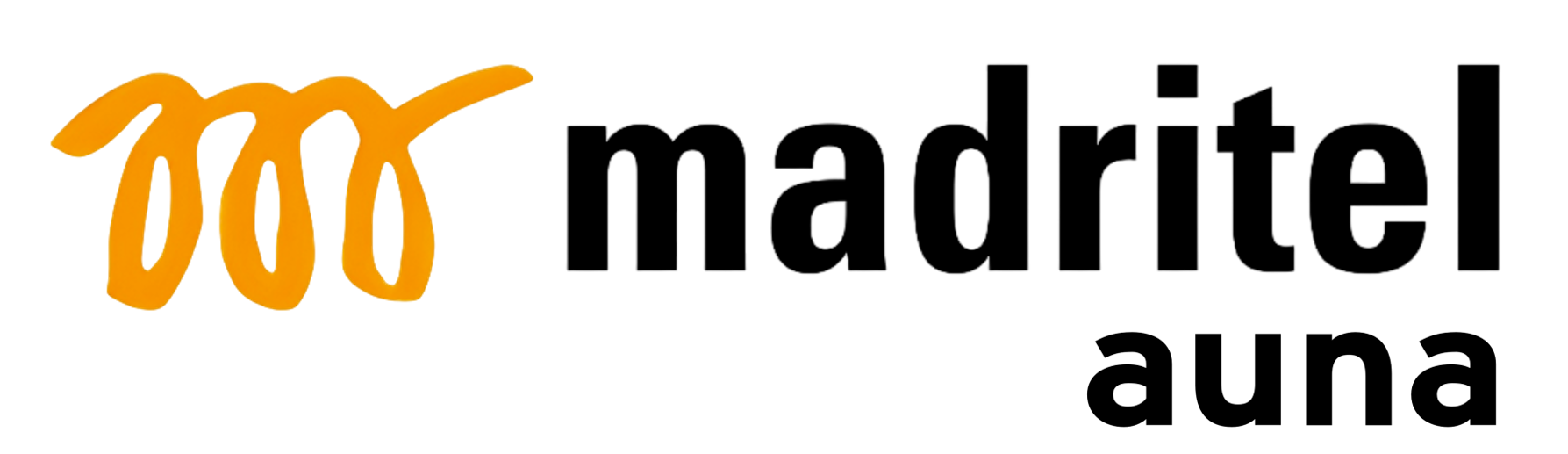
Logotipo de Madritel cuando pertenecía a Auna, antes de convertirse en una filial de AunaCable.

## Historia
En 1999, la empresa era propiedad de Telecom Italia y de las compañías eléctricas españolas Endesa y Unión Fenosa. En 2001 se inició la construcción de una red de fibra óptica valorada en 1.000 millones de pesetas. La empresa afrontaba problemas internos en diciembre de 2001, con el despido de su director general.
El acuerdo de colaboración entre eresMas y Madritel facilitará a los clientes de la compañía de cable el acceso a una serie de nuevos servicios como el chat, el webmail y la agenda. Además, con la alianza con eresMas, Madritel persigue ofrecer, a través de su red de fibra óptica, los mejores contenidos y servicios on line en banda estrecha, así como los futuros servicios en banda ancha (teleformación, videocallcenter o juegos en red). 
En 2002, se fusionó con AunaCable. El nombre Madritel se mantuvo como filial.